# Macaulay (Trinidad y Tobago)
Macaulay es una localidad de Trinidad y Tobago, que forma parte de la región de Couva-Tabaquite-Talparo.

## Geografía
La localidad abarca parte de la isla Trinidad y limita al norte con Mount Pleasant, al sur con Pointe-à-Pierre, al este con Forres Park y Gasparillo y al oeste con Cedar Hill, Union Village, St. Margaret y Plaisance Park.

## Demografía
Datos demográficos de la localidad de Macaulay:
| Gráfica de evolución demográfica de Macaulay entre 2000 y 2011 |
|                                                                |